# Svenska mästerskapet i futsal
Svenska mästerskapet i futsal (förkortas SM i futsal eller futsal-SM) är en turnering i futsal för futsallag i Sverige. Vinnaren koras till svenska mästare.
Tävlingen instiftades 1994 och benämndes då, fram till 2005, för Svenska mästerskapet i 5-manna inomhus. 2004 spelades det första mästerskapet med futsalregler, då i regi av Stockholm Futsal Club som var den första renodlade futsalföreningen i Sverige men räknas ej av SvFF som ett officiellt mästerskap. Svenska Futsalligan har sedan säsongen 2014/2015 varit turneringen som utser svenska mästaren. Turneringen har skiftat upplägg genom åren, säsongen 2018/2019 är den första att spelas som en rikstäckande liga.

## Kronologisk lista över mästare

### Herrar
Svenska mästerskapet i 5-manna inomhus
- 1994 — Hammarby IF
- 1996 — Malmö FF
- 1997 — Malmö FF
- 1998 — Malmö FF
- 1999 — Trelleborgs FF
- 2000 — IF Sylvia
- 2001 — KB Karlskoga
- 2002 — Eskilstuna City
- 2003 — Degerfors IF
- 2004 — Degerfors IF
- 2005 — Skövde AIK

Svenska mästerskapet i futsal
- 2006 — Skövde AIK
- 2007 — Skövde AIK
- 2008 — Skövde AIK
- 2009 — Skövde AIK
- 2010 — Vimmerby IF
- 2011 — Falcao FC Stockholm
- 2012 — FC Ibra
- 2013 — Göteborg FC
- 2014 — Malmö City

Svenska Futsalligan
- 2015 — Göteborg FC
- 2016 — IFK Göteborg
- 2017 — IFK Uddevalla
- 2018 — IFK Uddevalla
- 2019 — IFK Uddevalla
- 2020 — Hammarby IF
- 2021 — Hammarby IF
- 2022 — Örebro SK
- 2023 — Örebro SK[1]